# Les angoisses douloureuses qui procèdent d'amours

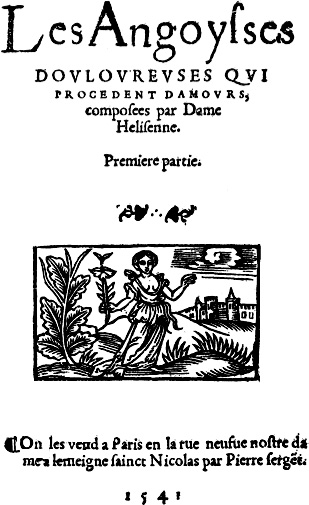

Les Angoysses douloureuses qui procédent d’amours (zapis według ortografii renesansowej) – powieść Hélisenne de Crenne z 1538 roku. 

## Treść
Helisenne, szczęśliwa w małżeństwie ze szlachcicem, nieoczekiwanie zakochuje się w przypadkowo spotkanym, o wiele od siebie młodszym Guénéliku. Za zdradę małżeńską zostaje przez zrozpaczonego męża zamknięta w wieży zamkowej. Pisząc list do kochanka Helisenne ma nadzieję zostać przez niego uwolniona. W tym czasie Guénélic i jego przyjaciel Quézinstra podróżują po Europie, bezskutecznie poszukując uwięzionej kobiety. Wreszcie zakochani umierają z miłości. 

## Forma
Powieść jest pierwszą w historii literatury francuskiej realizacją tego gatunku w konwencji fikcji autobiograficznej, stanowi również eksperyment w warstwie narracyjnej. W trzech kolejnych częściach dzieła narratorami są różne osoby: kolejno Helisenne, Guénélic i Quézinstra. De Crenne miesza ze sobą różne, pozorne niedające się pogodzić gatunki literackie: powieść sentymentalną w częściej pierwszej, chanson de geste w drugiej oraz sen mitologiczny w trzeciej. 
Styl pisania de Crenne jest pełen skomplikowanych porównań i metafor, autorka często wykorzystuje latynizmy oraz tworzy własne neologizmy w oparciu o łacinę i grekę. Podkreśla własną erudycję, obficie wykorzystując utwory pochodzenia antycznego, parafrazując je lub tłumacząc na język francuski całe ustępy. Według słów de Crenne nadawało to powieści "styl poetycki".

## Wymowa utworu
De Crenne przedstawia w utworze koncepcję miłości jako choroby, "melancholii erotycznej", stanu patologicznego i wywołującego ogromne cierpienia, a nawet mogącego wywołać śmierć osoby zakochanej. Spośród bohaterów główną wyrazicielką tego poglądu jest narratorka pierwszej części utworu. W drugiej i trzeciej namiętna miłość ponownie zostaje poddana krytyce: potępiona zostaje zdrada małżeńska oraz w ogólności miłość cielesna, zaś jako pożądany cel wszystkich kochanków zostaje przedstawiona miłość w ujęciu neoplatońskim, jako jedność dusz i ich spotkanie po śmierci. 
Ze względu na zastosowanie przez de Crenne konwencji fikcji autobiograficznej trwa dyskusja nad relacją pomiędzy treścią utworu a biografią samej pisarki. Kontrowersje budzi również końcowa interpretacja dzieła, pozostającego w kontraście z emancypacyjnymi postulatami autorki zawartymi w innych jej dziełach - potępienie namiętności zawarte w Les angoisses... może być traktowane zarówno dosłownie, jak i jako specyficzna forma pochwały wolności obyczajowej i usprawiedliwienia zdrady małżeńskiej dokonywanej w imię prawdziwego uczucia. 